# Festival di Cannes 2009
La 62ª edizione del Festival di Cannes si è svolta a Cannes dal 13 al 24 maggio 2009.
Il festival si è aperto con la proiezione in anteprima mondiale del film d'animazione 3D Up e si è chiuso con quella di Coco Chanel & Igor Stravinsky di Jan Kounen.
La giuria presieduta dall'attrice francese Isabelle Huppert, due volte vincitrice del premio come miglior attrice a Cannes, nel 1978 per Violette Nozière e nel 2001 per La pianista, ha assegnato la Palma d'oro per il miglior film a Il nastro bianco di Michael Haneke. Per alcuni commentatori si è trattata di un'edizione tra le più importanti degli ultimi anni, in particolare per i grandi nomi che ne componevano la selezione, anche se "qualitativamente" non esaltante, con molte opere considerate di "passaggio".

## Selezione ufficiale

### Concorso
- Gli abbracci spezzati (Los abrazos rotos), regia di Pedro Almodóvar (Spagna)
- Fish Tank, regia di Andrea Arnold (Regno Unito/Paesi Bassi)
- Il profeta (Un prophète), regia di Jacques Audiard (Francia)
- Vincere, regia di Marco Bellocchio (Italia/Francia)
- Bright Star, regia di Jane Campion (Australia/Regno Unito/Francia)
- Map of the Sounds of Tokyo, regia di Isabel Coixet (Spagna)
- À l'origine, regia di Xavier Giannoli (Francia)
- Il nastro bianco (Das Weisse Band), regia di Michael Haneke (Germania/Austria/Francia)
- Motel Woodstock (Taking Woodstock), regia di Ang Lee (USA)
- Il mio amico Eric (Looking for Eric), regia di Ken Loach (Regno Unito/Francia/Belgio/Italia)
- Chūnfēng chénzuì de yèwǎn, regia di Lou Ye (Cina/Francia)
- Kinatay, regia di Brillante Mendoza (Filippine)
- Enter the Void, regia di Gaspar Noé (Francia)
- Bakjwi, regia di Park Chan-wook (Corea del Sud/USA)
- Gli amori folli (Les herbes folles), regia di Alain Resnais (Francia/Italia)
- Il tempo che ci rimane (The Time That Remains), regia di Elia Suleiman (Israele/Francia/Belgio/Italia)
- Bastardi senza gloria (Inglourious Basterds), regia di Quentin Tarantino (USA)
- Vendicami (Vengeance), regia di Johnnie To (Hong Kong/Francia/USA)
- Visage, regia di Tsai Ming-liang (Francia/Taiwan/Paesi Bassi/Belgio)
- Antichrist, regia di Lars Von Trier (Danimarca/Svezia/Francia/Italia)

### Fuori concorso
- Agora, regia di Alejandro Amenábar
- Up, regia di Pete Docter (USA) - film di apertura
- Parnassus - L'uomo che voleva ingannare il diavolo (The Imaginarium of Doctor Parnassus), regia di Terry Gilliam
- L'Armée du crime, regia di Robert Guédiguian
- Coco Chanel & Igor Stravinsky, regia di Jan Kounen (Francia)

### Proiezioni di Mezzanotte
- Panico al villaggio (Panique au village), regia di Stephane Aubier e Vincent Patar (Belgio)
- Ne te retourne pas, regia di Marina de Van (Francia/Belgio/Lussemburgo/Italia)
- Drag Me to Hell, regia di Sam Raimi (USA)

### Proiezioni speciali
- My Neighbor, My Killer, regia di Anne Aghion (USA)
- Manila, regia di Adolfo Alix Jr. e Raya Martin (Filippine)
- Cendres et sang, regia di Fanny Ardant (Francia)
- Min ye, regia di Souleymane Cissé (Francia/Mali)
- L'epine dans le coeur, regia di Michel Gondry (Francia)
- No meu lugar, regia di Eduardo Valente (Brasile/Portogallo)
- Jaffa, regia di Keren Yedaya (Israele/Francia/Germania)
- Petition, regia di Zhao Liang (Cina)

### Un Certain Regard
- Madre, regia di Bong Joon-ho (Corea del Sud)
- Irène, regia di Alain Cavalier (Francia)
- Precious, regia di Lee Daniels (USA)
- Demain des l'aube, regia di Denis Dercourt (Francia)
- À deriva, regia di Heitor Dhalia (Brasile)
- I gatti persiani (Kasi az gorbehaye irani khabar nadaresh), regia di Bahman Ghobadi (Iran)
- Los viajes del viento, regia di Ciro Guerra (Colombia)
- Il padre dei miei figli (Le père de mes enfants), regia di Mia Hansen-Løve (Francia/Germania)
- Racconti dell'età dell'oro (Amintiri din epoca de aur), regia di Hanno Höfer, Razvan Marcalescu, Cristian Mungiu, Constantin Popescu, Ioana Uricaru (Romania)
- Skazka pro temnotu, regia di Nikolay Khomeriki (Russia)
- Kūki ningyō, regia di Hirokazu Kore-eda (Giappone)
- Dogtooth (Κυνόδοντας), regia di Yorgos Lanthimos (Grecia)
- Tzar, regia di Pavel Lungin (Russia/Francia)
- Independencia, regia di Raya Martin (Filippine/Francia/Germania)
- Politist, adjectiv, regia di Corneliu Porumboiu (Romania)
- Nang mai, regia di Pen-Ek Ratanaruang (Thailandia)
- Morrer como un homen, regia di João Pedro Rodrigues (Portogallo)
- Eyes Wide Open, regia di Haim Tabakman (Israele)
- Samson and Delilah, regia di Warwick Thornton (Australia)
- The Silent Army, regia di Jean Van De Velde (Paesi Bassi)

## Settimana internazionale della critica

### Lungometraggi
- Sirta la gal ba, regia di Shahram Alidi (Iraq)
- Adieu Gary, regia di Nassim Amaouche (Francia)
- Mal día para pescar, regia di Alvaro Brechner (Uruguay/Spagna)
- Altiplano, regia di Peter Brosens e Jessica Woodworth (Belgio/Germania/Paesi Bassi)
- Huacho, regia di Alejandro Fernández Almendras (Cile/Francia/Francia)
- Ordinary People, regia di Vladimir Perisic (Serbia/Francia)
- Lost Persons Area, regia di Caroline Strubbe (Belgio)

### Proiezioni speciali
- Rien de personnel, regia di Mathias Gokalp (Francia)
- Hierro, regia di Gabe Ibañez (Spagna)

## Quinzaine des Réalisateurs
- Karaoke, regia di Chan Fui Chong (Malaysia)
- Segreti di famiglia (Tetro), regia di Francis Ford Coppola (Argentina/Spagna/Italia) - film di apertura
- Ajami, regia di Scandar Copti e Yaron Shani (Germania/Israele) - film di chiusura
- Ne change rien, regia di Pedro Costa (Portogallo)
- Carcasses, regia di Denis Coté (Canada)
- Non è ancora domani (La pivellina), regia di Tizza Covi e Rainer Frimmel (Austria)
- Amreeka, regia di Cherien Dabis (USA)
- J'ai tué ma mère, regia di Xavier Dolan (Canada)
- Colpo di fulmine - Il mago della truffa (I Love You Phillip Morris), regia di Glenn Ficarra e John Requa (USA)
- Daniel y Ana, regia di Michel Franco (Messico)
- Le Roi de l'évasion, regia di Alain Guiraudie (Francia)
- Jal Aljido Motamyunseo, regia di Hong Sangsoo (Corea del Sud)
- Eastern Plays, regia di Kamen Kalev (Bulgaria)
- Navidad, regia di Sebastián Lelio (Cile)
- Oxhide II, regia di Liu Jiayin (Cina)
- La Terre de la folie, regia di Luc Moullet (Francia)
- La famille Wolberg, regia di Axelle Ropert (Francia)
- Go Get Some Rosemary, regia di Josh e Benny Safdie (USA)
- Les Beaux Gosses, regia di Riad Sattouf (Francia)
- Humpday - Un mercoledì da sballo (Humpday), regia di Lynn Shelton (USA)
- Yuki & Nina, regia di Nobuhiro Suwa e Hippolyte Girardot (Francia/Giappone)
- Here, regia di Tzu-Nyen Ho (Singapore)
- De helaasheid der dingen, regia di Felix Van Groeningen (Belgio)
- Polytechnique, regia di Denis Villeneuve (Canada)

### Proiezioni speciali
- Montparnasse, regia di Mikhaël Hers (Francia)

## Giurie

### Concorso

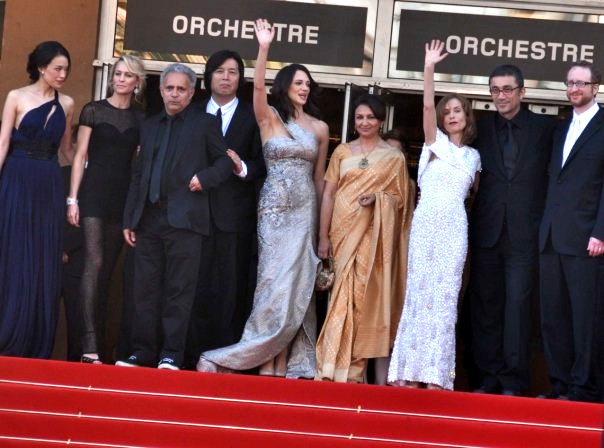
La giuria del Concorso

- Isabelle Huppert, attrice (Francia) - presidente
- Asia Argento, attrice (Italia)
- Nuri Bilge Ceylan, regista (Turchia)
- Lee Chang-dong, regista (Corea del Sud)
- James Gray, regista (USA)
- Hanif Kureishi, scrittore (Regno Unito)
- Shu Qi, attrice (Taiwan)
- Robin Wright Penn, attrice (USA)
- Sharmila Tagore, attrice (India)

### Un Certain Regard
- Paolo Sorrentino, regista (Italia) - presidente
- Uma Da Cunha (India)
- Julie Gayet, attrice (Francia)
- Piers Handling (Canada)
- Marit Kapla (Svezia)

### Camera d'or
- Roschdy Zem, attore (Francia) - presidente
- Diane Baratier, direttore della fotografia (Francia)
- Olivier Chiavassa (Francia)
- Sandrine Ray (Francia)
- Charles Tesson (Francia)
- Edouard Waintrop (Svizzera)

### Cinéfondation e cortometraggi
- John Boorman, regista (Regno Unito) - presidente
- Bertrand Bonello, regista (Francia)
- Ferid Boughedir, regista (Tunisia)
- Leonor Silveira, attrice (Portogallo)
- Zhang Ziyi, attrice (Cina)

## Palmarès

### Concorso
- Palma d'oro: Il nastro bianco (Das Weisse Band), regia di Michael Haneke (Germania/Austria/Francia)
- Grand Prix Speciale della Giuria: Il profeta (Un prophète), regia di Jacques Audiard (Francia)
- Prix de la mise en scène: Brillante Mendoza - Kinatay (Filippine)
- Prix du scénario: Mei Feng - Chūnfēng chénzuì de yèwǎn (Cina/Francia)
- Prix d'interprétation féminine: Charlotte Gainsbourg - Antichrist, regia di Lars Von Trier (Danimarca/Svezia/Francia/Italia)
- Prix d'interprétation masculine: Christoph Waltz - Bastardi senza gloria (Inglourious Basterds), regia di Quentin Tarantino (USA)
- Premio della giuria: Fish Tank, regia di Andrea Arnold (Regno Unito/Paesi Bassi) ex aequo Bak-Jwi, regia di Park Chan-wook (Corea del Sud/USA)
- Premio speciale della giuria: Alain Resnais

### Un Certain Regard
- Premio Un Certain Regard: Dogtooth (Κυνόδοντας), regia di Yorgos Lanthimos (Grecia)
- Premio della giuria: Politist, adjectiv, regia di Corneliu Porumboiu (Romania)
- Premio speciale della giuria: I gatti persiani (Kasi az gorbehaye irani khabar nadaresh), regia di Bahman Ghobadi (Iran) ex aequo Il padre dei miei figli (Le père de mes enfants), regia di Mia Hansen-Løve (Francia/Germania)

### Settimana Internazionale della Critica
- Gran Premio Settimana Internazionale della Critica: Adieu Gary, regia di Nassim Amaouche (Francia)
- Premio SACD: Lost Persons Area, regia di Caroline Strubbe (Belgio)
- Premio ACID: Sirta la gal ba, regia di Shahram Alidi (Iraq)
- Premio della Giovane Critica: Sirta la gal ba, regia di Shahram Alidi (Iraq)

### Quinzaine des Réalisateurs
- Premio Art Cinéma: J'ai tué ma mère, regia di Xavier Dolan (Canada)
  - Premio Art Cinéma - Menzione Speciale: De helaasheid der dingen , regia di Felix Van Groeningen (Belgio)
- Coup de coeur d'Olivier Père: La famille Wolberg, regia di Axelle Ropert (Francia) ex aequo Le roi de l'évasion, regia di Alain Guiraudie (Francia)
- Premio SFR: Montparnasse, regia di Mikhaël Hers (Francia)
- Premio Europa Cinema: La pivellina, regia di Tizza Covi e Rainer Frimmel (Austria)
- Premio SACD: J'ai tué ma mère, regia di Xavier Dolan (Canada)
- Premio Regards Jeunes: J'ai tué ma mère, regia di Xavier Dolan (Canada)

### Altri premi
- Caméra d'or: Samson and Delilah, regia di Warwick Thornton (Australia)
  - Menzione speciale Caméra d'or: Ajami, regia di Scandar Copti e Yaron Shani (Germania/Israele)
- Premio Fipresci:
  - Concorso: Il nastro bianco (Das Weisse Band), regia di Michael Haneke (Germania/Austria/Francia)
  - Un Certain Regard: Politist, adjectiv, regia di Corneliu Porumboiu (Romania)
  - Sezioni collaterali: Amreeka, regia di Cherien Dabis (USA)
- Premio della Giuria Ecumenica: Il mio amico Eric (Looking for Eric), regia di Ken Loach (Regno Unito/Francia/Belgio/Italia)
  - Menzione speciale della Giuria Ecumenica: Il nastro bianco (Das Weisse Band), regia di Michael Haneke (Germania/Austria/Francia)